# Соколов, Сергей Владимирович (генерал-лейтенант)
Серге́й Влади́мирович Соколо́в (5 июня 1904, Саратов — 22 июня 1965, Москва) — советский военный деятель, генерал-лейтенант (20.12.1943).

## Начальная биография
Сергей Владимирович Соколов родился 5 июня 1904 года в Саратове.

## Военная служба

### Гражданская война
В июле 1919 года был призван в ряды РККА и направлен красноармейцем в сначала в сотню Попова в составе 1-го конного корпуса, а затем — в 34-й кавалерийский полк (6-я кавалерийская дивизия, 1-я Конная армия), после чего принимал участие в боевых действиях против белоказаков и войск Кавказской белогвардейской армии под командованием генерала А. И. Деникина под Царицыном, а затем — в Воронежско-Касторненской, Харьковской, Донбасской, Ростово-Новочеркасской операциях и Егорлыкском сражении.
Во время советско-польской войны с мая 1920 года принимал участие в боевых действиях на Юго-Западном фронте, а с октября того же года — на Южном фронте против войск под командованием генерала П. Н. Врангеля.
В ноябре был направлен на учёбу на 18-е кавалерийские Самарские курсы Заволжского военного округа, после окончания которых с декабря того же года исполнял должность для поручений в 10-й курсантской бригаде того же военного округа.
В августе 1922 года был назначен на должность делопроизводителя и помощника адъютанта 6-х Саратовских артиллерийских курсов, после чего принимал участие в боевых действиях против вооруженных формирований и белогвардейских отрядов на территории Северного Кавказа и в Поволжье.

### Межвоенное время
В январе 1923 года был назначен на должность помощника командира взвода 94-го Крестьянского полка, а в октябре того же года был направлен в 97-й Уфимский стрелковый полк (33-я стрелковая дивизия), где служил на должностях командира стрелкового и конного взводов и начальника разведки полковой батареи.
В октябре 1926 года Соколов направлен на учёбу на кавалерийское отделение при Киевской объединённой школе комсостава, после окончания которой в августе 1928 года направлен в 81-й кавалерийский полк (7-я Туркменская кавалерийская бригада), который в феврале 1931 года был преобразован в 81-й горно-кавалерийский полк (7-я Туркменская горно-кавалерийская дивизия). В составе полка служил на должностях командира взвода, начальника боепитания полка и командира пулемётного эскадрона, находясь на которых, принимал участие в боевых действиях против басмачества. В 1929 году за боевые отличия Соколов награждён орденом Красного Знамени.
В феврале 1933 года был направлен на учёбу на курсы усовершенствования при 4-м управлении Штаба РККА, после окончания которых в мае того же года вернулся в 81-й горно-кавалерийский полк, где был назначен на должность помощника начальника штаба полка, а затем — на должность начальника 1-го отделения штаба 7-й Туркменской горно-кавалерийской дивизии.
В мае 1936 года был назначен на должность начальника 2-й части штаба 31-й кавалерийской дивизии (ОКДВА), в декабре того же года в составе этой же дивизии — на должность начальника штаба 79-го кавалерийского полка, а в сентябре 1937 года — на должность командира 75-го кавалерийского полка, однако в декабре того же года был направлен на учёбу на кавалерийские курсы усовершенствования командного состава РККА в Новочеркасске, после окончания которых в июле 1939 года — на учёбу в Военную академию имени М. В. Фрунзе.

### Великая Отечественная война
С началом войны был назначен на должность командира 46-й кавалерийской дивизии (Приволжский военный округ), которая в октябре 1941 года была включена в состав Северо-Западного фронта, после чего участвовала в оборонительных боевых действиях на демянском направлении, а с ноября в составе 29-й армии принимала участие в ходе в Калининской оборонительной, Калининской и Ржевско-Вяземской наступательных операциях.
В мае 1942 года был назначен на должность командира 11-го кавалерийского корпуса, действовавшего в тылу противника западнее Вязьмы. В июле корпус вышел на соединение со своими войсками в районе города Нелидово, за что Соколов награждён орденом Красного Знамени. В сентябре того же года был назначен на должность заместителя командующего 29-й армией, а в декабре — на должность командира 7-го кавалерийского корпуса, который в январе 1943 года был преобразован в 6-й гвардейский. Корпус под командованием Соколова принимал участие в боевых действиях в ходе Острогожско-Россошанской, Смоленской, Ровно-Луцкой, Проскуровско-Черновицкой, Львовско-Сандомирской, Дебреценской, Будапештской, Братиславско-Брновской и Пражской наступательных операций, а также в освобождении городов Ровно, Здолбунов, Дебрецен, Нове-Замки, Братислава и Прага. За умелую организацию и правильное руководство боевыми действиями корпуса, успешное выполнение им боевых задач, генерал-лейтенант Сергей Владимирович Соколов был награждён орденом Богдана Хмельницкого 1 степени.
С апреля 1945 года состоял в распоряжении командующего кавалерией Красной Армии.

### Послевоенная карьера
В июле 1946 года был назначен на должность помощника командующего войсками Московского военного округа, а в марте 1950 года — на должность начальника Управления кадров Сухопутных Войск, однако в должность не вступил и в июле того же года направлен на высшие академические курсы при Высшей военной академии имени К. Е. Ворошилова, после окончания которых с февраля 1951 года состоял в распоряжении 10-го отдела 2-го Управления Генштаба Советской Армии.
В мае 1953 года был назначен на должность командира 12-го горнострелкового корпуса Северокавказского военного округа, в июне 1954 года — на должность начальника ПВО Северокавказского военного округа, в мае 1955 года — на должность заместителя командующего Прикарпатского военного округа по войскам ПВО страны, а в декабре 1956 года — на должность начальника общевойскового факультета Военной командной академии ПВО.
Генерал-лейтенант Сергей Владимирович Соколов в июле 1959 года вышел в отставку. Умер 22 июня 1965 года в Москве. Похоронен на Введенском кладбище (23 уч.).

### Звания
- Полковник;
- Генерал-майор (21 июля 1942 года);
- Генерал-лейтенант (20 декабря 1943 года).

## Награды
СССР:
- Орден Ленина (21.02.1945[2]);
- Пять орденов Красного Знамени (в т.ч 1929, 05.05.1942, 03.11.1944[2], 1949[2]);
- Орден Кутузова 1 (20.06.1945) и 2 (28.09.1943) степеней;
- Орден Богдана Хмельницкого 1-й степени (29.05.1944);
- Орден Суворова 2 степени (21.01.1943);
- Орден Красной Звезды (18.11.1938);
- Медали, в том числе:
  - «XX лет Рабоче-Крестьянской Красной Армии» (1938);
  - «За оборону Москвы» (1944);
  - «За Победу над Германией в Великой Отечественной войне 1941—1945 гг.» (1945).

Приказы (благодарности) Верховного Главнокомандующего в которых отмечен C. В. Соколов
- За овладение городами Луцк и Ровно — крупными областными центрами Украины, а также городом и важным железнодорожным узлом Здолбунов. 5 февраля 1944 года. № 69.
- За форсирование рек Грон и Нитра, прорыв обороны противника по западным берегам этих рек и овладение городами Комарно, Нове-Замки, Шураны, Комьятице, Врабле — сильными опорными пунктами обороны немцев на братиславском направлении. 30 марта 1945 года. № 318.
- За овладение городами Трнава, Глоговец, Сенец — важными узлами дорог и опорными пунктами обороны немцев, прикрывающими подступы к Братиславе. 1 апреля 1945 года. № 326.
- За овладение штурмом важным промышленным центром и главным городом Словакии Братислава — крупным узлом путей сообщения и мощным опорным пунктом обороны немцев на Дунае. 4 апреля 1945 года. № 330.
- За овладение городами и важными железнодорожными узлами Малацки и Брук, одновременно войска фронта с боем заняли города Превидза и Бановце — сильные опорные пункты обороны немцев в полосе Карпат. 5 апреля 1945 года. № 331.

Награды других государств:
- Крест «За выдающиеся заслуги» (США, 18.06.1943)